# Historia General de los Zhuang
Historia General de los Zhuang (en chino: 壯族通史/壮族通史) es una investigación original del historiador chino Huang Xian Fan publicada por primera vez en 1988 por la Prensa Nacional de Guangxi. Este libro es uno de los primeros de la historia general de los Zhuang en China, está considerada como una de las obras historiográficas más importantes de la primera mitad del siglo XX en China, y un paradigma en la investigación histórica de las minorías étnicas.

## Proceso de escritura
Desde 1943, el profesor Huang del proyecto de investigación trasladó la antropología y la zhuang estudio. A partir de entonces, se dedicó a la antropología y al trabajo de campo en varios lugares de Guangxi y Guizhou. Luego, aparece su primer libro de la Zhuang en 1957, Breve historia de los Zhuang (la Prensa Nacional de Guangxi,1957). Esta es la primera una breve historia de los Zhuang en China, y una historia de los zhuang desde los tiempos antiguos de la moderno. Sobre esta base y después de una gran cantidad de material histórica añadido, el primer borrador del libro terminado por Huang Xian Fan en 1981, y publicada por primera vez en 1988 por la Prensa Nacional de Guangxi.

## Contenido
Este libro inicia con una discusión extensa sobre Origen y Ancient Society de la Zhuang. El primer capítulo del libro trata sobre los Origen de la Zhuang, narra una Zhuang de Guangxi es la de los pueblos indígenas. Desde el segundo capítulo para el Capítulo XI del libro trata sobre los diferentes períodos históricos y culturales de desarrollo de la Zhuang.

## Importancia

### Desde el punto de vista de la datos históricos
Este libro ofrece un gran número de nuevos materiales, contiene un gran número de valiosos materiales históricos es una característica de este libro.

### Desde el punto de vista de la perspectiva histórica
El profesor Huang en este libro planteadas un importante punto de vista, No Slave sociedad en la historia de Zhuang.Tan rompiendo así la tradicional concepción de Chino historiografía, creó una nueva forma de pensar el concepto.

### Desde el punto de vista de la Lingüística
El documento también es importante de cara a la lingüística, pues en este texto se pueden apreciar todas las minúsculas explicó del idioma Zhuang, el idioma zhuang y el chino diferencias. Esto es útil para entender la independencia de la cultura y el idioma zhuang.